# Donacia thalassina
Donacia thalassina  (лат.) — вид жуков-листоедов из подсемейства радужниц. Распространён в Европе, кроме Южной части, в Сибири, на Дальнем Востоке России, в Монголии, Японии и Китае.

## Описание
Имаго длиной 7—9 мм. Верхняя сторона тела золотисто-зелёная, бронзовая или пурпурно-медная, редко тёмно-синяя. Нижняя сторона в золотисто-жёлтых волосках. Данный вид характеризуется следующими признаками:
- эпиплевры надкрылий хотя бы местами такой же ширины, как крайний наружный промежуток между точечными бороздками;
- надкрылья узкие, со слабыми вдавлениями;
- третий членик усиков едва длиннее второго;
- на задних бёдрах имеются по одному острому зубчику.

## Экология
Обитаю на берегах прудов, рек и озёр. Кормятся на камыше, осоке, болотнице и маннике.